# Spartocera diffusa
Spartocera diffusa är en insektsart som först beskrevs av Thomas Say 1832.  Spartocera diffusa ingår i släktet Spartocera och familjen bredkantskinnbaggar. Inga underarter finns listade i Catalogue of Life.